# Конни надбягвания
Конните надбягвания са състезание между коне, управлявани от ездачи, за постигане на най-голяма скорост.
По резултатите се прави извод за по-нататъшно развъждане на породата. Конните надбягвания не са класически конен спорт.
Формата на конните надбягвания варира силно и много страни развиват свои традиции, свързани със спорта. Различните вариации включват надбягвания само с определена порода коне, прескачане на препятствия, пробягване на различни дистанции и бягане на различна настилка.
Докато в някои случаи надбягванията се провеждат по чисто спортни причини, основната част от интереса към тях и икономическото им значение се дължат на хазарта, свързан с тях. През 2008 хазартната дейност, свързана с конни надбягвания, генерира приходи от 115 милиарда долара по света.

## Описание
Надбягванията се провеждат в серии за различни възрастови категории на конете. Чистокръвните коне започват да участват в надбягвания на възраст от около 2,5 г.
Най-известното надбягване – Дарби (Derby или Oaks) в Англия, е предназначено за 3-годишни коне и е на класическата дистанция от 1,5 миля (2400 метра). Други известни надбягвания са провежданите в Нюбъри и Аскът.
Като правило конните надбягвания се провеждат на хиподруми. Често се свързват с хазарт, защото се правят залози.

## История
Конните надбягвания имат дълга история и се практикуват от древността. Археологически разкопки сочат, че подобни надбягвания са провеждани в Древна Гърция, Вавилон, Сирия и Египет. Те представляват и важна част от митологията и легендите, като тези за състезанието между жребците и Один.
Надбягването с колесници е един от най-популярните спортове в Древна Гърция, Римската империя и Византия. Конните надбягвания със и без колесници са част от дисциплините в Древните олимпийски игри. Надбягванията продължават да се провеждат, въпреки че са опасни за конете и водачите на колесници, които често получават сериозни наранявания. В Римската империя, конните надбягвания представляват голяма индустрия. От средата на 15 век до 1882, пролетните карнавали в Рим приключват с конно надбягване. Между 15 и 20 коне без ездачи, внесени от Варварския бряг на Северна Африка, се състезават по дългата улица, Виа дел Корсо.
По-късно, надбягванията с чистокръвни коне се превръщат в популярен спорт сред аристокрацията и монарсите в британското висше общество, печелейки името „Кралският спорт“.
Исторически, ездачите усъвършенстват уменията си в игри и състезания. Конните спортове се превръщат в популярно забавления за тълпите и демонстрират отлични ездачески умения, нужни в битка. Заради множеството видове състезания, изискващи специални умения от ездачите и конете, започва систематизирано развъждане на специфични породи и екипировка за всеки спорт. В резултат на популярността на конните спортове, човечеството запазва умения, които биха изчезнали, след като конете престават да се използват в битки.